# Скорост на звука
| Среда       | Скорост на звука, m/s |
| ----------- | --------------------- |
| PVC (мек)   | 80                    |
| Въздух      | 343                   |
| Олово       | 1200                  |
| Вода        | 1490                  |
| PVC (твърд) | 1700                  |
| Бетон       | 3100                  |
| Лед (-4 °C) | 3251                  |
| Дърво       | 3300                  |
| Стъкло      | 5300                  |
| Стомана     | 5960                  |

Скорост на звука е скоростта, с която звуковите вълни се разпространяват в дадена среда. Най-често под това понятие се разбира скоростта на звука във въздуха (343 m/s = 1234,8 km/h), но може да се отнася и за други среди, като тя зависи основно от плътността на средата.
Когато звуковата вълна достигне до гранична повърхнина между две среди, тогава една част от нея се отразява, а другата част преминава през границата. Свойството на всеки материал, което определя количеството на пропускане на звука, се нарича акустичен импеданс.
Скоростта на звука във въздух се променя в зависимост от метеорологичните условия. Основният фактор, който влияе, е температурата. Влажността има малък ефект, докато налягането няма никакъв ефект.
Таблицата представя скоростта на звука в различни среди при температура 20 °C.